# Coppa Italia 1978-1979 (pallavolo maschile)
La Coppa Italia di pallavolo maschile 1978-79 fu la 1ª edizione della manifestazione organizzata dalla FIPAV.

## Regolamento e avvenimenti
Alla manifestazione presero parte venti squadre di Serie A2 e dodici di Serie A1; di queste, Klippan Torino e Panini Modena furono qualificate direttamente al secondo turno eliminatorio, mentre Paoletti Catania e Tiber Toshiba Roma vennero ammesse di diritto alla fase finale a quattro.
Vennero disputati, con gare di andata e ritorno, sedicesimi, ottavi e quarti, mentre le semifinali e le finali furono strutturate su gironi da quattro squadre. Le sei gare del girone finale si disputarono tra il 5 e il 7 giugno a Venezia; prima classificata risultò essere la Panini Modena.

## Girone finale

### Partecipanti
- Klippan Torino
- Panini Modena
- Paoletti Catania
- Tiber Toshiba Roma

### Classifica
| Pos. | Squadra            | Pt | G | V | P | SV | SP |
| ---- | ------------------ | -- | - | - | - | -- | -- |
| 1.   | Panini Modena      | 6  | 3 | 3 | 0 | 9  | 1  |
| 2.   | Klippan Torino     | 4  | 3 | 2 | 1 | 7  | 5  |
| 3.   | Tiber Toshiba Roma | 2  | 3 | 1 | 2 | 3  | 7  |
| 4.   | Paoletti Catania   | 0  | 3 | 0 | 3 | 3  | 9  |

| Vincitrice della Coppa Italia |

### Risultati

#### Tabellone
|         | Catania | Modena | Roma | Torino |
| ------- | ------- | ------ | ---- | ------ |
| Catania | XXX     | –      | –    | –      |
| Modena  | 3-0     | XXX    | 3-0  | 3-1    |
| Roma    | 3-1     | –      | XXX  | –      |
| Torino  | 3-2     | –      | 3-0  | XXX    |